# Lawrence Betts
Pour les articles homonymes, voir Betts.
Lawrence Betts (né le 4 août 1904 à Pretoria dans la colonie du Transwaal et mort le 28 avril 1984 à Vereeniging dans le Gauteng) est un athlètre sud-africain spécialiste en sprint. Il participe à un épisode des Jeux olympiques,.

## Jeux olympiques
- Jeux olympiques d'été de 1924 à Paris ( France)
  - 5e position à l'épreuve masculine de 100 mètres.
  - Participation à l'épreuve masculine de 400 mètres.
  - Participation à l'épreuve du 4 x 100 mètres relais.